# Redressement judiciaire

Nombre de défaillances d'entreprises en France (redressements et liquidations judiciaires).

En droit français, le redressement judiciaire est une procédure collective dans laquelle sont placés un commerçant, une profession libérale ou une entreprise lorsqu'ils sont en cessation de paiements et tant qu'un redressement de l'activité est envisageable. À défaut, s'ouvre la liquidation judiciaire.

## Cadre légal
La loi française du 25 janvier 1985 a créé le redressement judiciaire. La loi du 26 juillet 2005, entrée en vigueur le 1er janvier 2006, a refondu la matière du droit des entreprises en difficulté en instituant la procédure de sauvegarde comme procédure de droit commun. Le redressement judiciaire n'est plus en théorie qu'une procédure subsidiaire, codifiée au livre six, titre trois du code de commerce.
Ces lois sont intégrées au code de commerce, Chapitre VI, et remplacent la loi de 1967, qui organisait la faillite.
Article 1er de la loi du 25 janvier 1985 : « Il est institué une procédure de redressement judiciaire destinée à permettre la sauvegarde de l'entreprise, le maintien de l'activité et de l'emploi et l'apurement du passif. Le redressement judiciaire est assuré selon un plan arrêté par décision de justice à l'issue d'une période d'observation. Ce plan prévoit, soit la continuation de l'entreprise, soit sa cession. La liquidation judiciaire peut être prononcée sans ouverture d'une période d'observation lorsque l'entreprise a cessé toute activité ou lorsque le redressement est manifestement impossible. »

## Processus
Le bilan économique et social portant sur le redressement judiciaire est établi par l'administrateur judiciaire. Il comporte un volet économique visant à la pérennité de l'entreprise, un volet financier visant au règlement du passif de l'entreprise, et un volet social, ayant pour but la réduction des cotisations salariales pour permettre le redressement de l'entreprise. Le tribunal, sur rapport des mandataires de justice et avis du juge-commissaire, dispose d'un ensemble d'« outils » : il peut imposer la cession d'actifs, imposer aux créanciers un échelonnement du remboursement des dettes, etc.
De l'article premier de la loi, la jurisprudence a déduit les objectifs du législateur, qui sont dans l'ordre : assurer la pérennité de l'entreprise, sauvegarder l'emploi et apurer le passif. La satisfaction des créanciers est donc reléguée en troisième position, derrière les préoccupations sociales. Il est parfois proposé la vente de l'entreprise ou l'arrivée de nouveaux partenaires financiers. Les offres des intéressés sont évaluées et mises en concurrence selon plusieurs critères, dont la qualité de l'éventuel repreneur, de son projet industriel, etc. Le créancier peut également transformer sa créance en une part de l'entreprise avec accord du tribunal et des actionnaires du débiteur.

## Conclusion de la période de redressement judiciaire
Un redressement judiciaire, dont la durée de la période d'observation sous l'égide du tribunal peut durer de 6 à 18 mois, se solde par l'une des issues suivantes :
- un plan de redressement : l'entité poursuit son activité en remboursant tout ou une partie de son passif, avec les mêmes actionnaires et dirigeants ou bien en les changeant ;
- un plan de cession : l'activité économique de l'entité est cédée à un tiers et l'activité se poursuit dans une autre entité. Avec le fruit de la cession et la réalisation des actifs non repris (par exemple les créances et la trésorerie), le passif est remboursé selon l'ordre de priorité légal ;
- une liquidation judiciaire, si l'activité n'est pas viable, au cours de laquelle l'objectif est de réaliser l'ensemble des actifs de l'entreprise (biens, etc.) et de payer les créances dans l'ordre défini par la loi. Bien que cette procédure soit subsidiaire, elle est de loin la plus fréquente (environ les trois quarts de liquidations).

Dans ces deux derniers cas, une fois tous les actifs recouvrés ou cédés puis le passif réglé à hauteur des moyens disponibles, il est procédé à une clôture pour insuffisance d'actif et l'entité est définitivement radiée.
Lorsqu’une procédure de sauvegarde ou de redressement judiciaire aboutit à l’adoption d’un plan et que celui-ci est convenablement exécuté depuis un certain temps, le maintien des mentions au registre du commerce et des sociétés (RCS) relatives à ces procédures est préjudiciable aux entreprises. Selon la CCI Paris Île-de-France, la réglementation en la matière mériterait d’être simplifiée afin d’en améliorer la cohérence et la lisibilité.